# Oscar Giaggino
Oscar Luis Giaggino (Ciudad de Mendoza, Argentina, 2 de enero de 1929) es un exfutbolista argentino, jugaba de defensa.

## Trayectoria
Comenzó su carrera futbolística en el Club Atlético Huracán donde jugó 70 partidos entre 1951 y 1953.
En 1954 llega al Club Atlético Tigre actuando en 65 partidos.
Prolongó su carrera en Chile, en 1957 defendió al Club Universidad de Chile, siendo subcampeón nacional aquella temporada, en el cuadro azul acumuló 47 partidos.

## Estadísticas

### Clubes
| Club                 | País      | Año       |
| -------------------- | --------- | --------- |
| Huracán              | Argentina | 1951-1953 |
| Tigre                | Argentina | 1954-1956 |
| Universidad de Chile | Chile     | 1957-1958 |